# Часовня (Павлово-Посадский городской округ)
Часовня — деревня в Московской области России. Входит в Павлово-Посадский городской округ.  Население — 13 чел. (2010).

## Расположение
Деревня Часовня расположена примерно в 11 км к югу от центра города Павловский Посад. Деревню окружают леса, рядом протекает речка Пырьевка. Ближайшие населённые пункты — деревни Бразуново, Семёново и Аверкиево.

## История
Деревня Часовня ранее входила в состав волости Загарье. По данным 1795 года, в деревне насчитывалась 26 домов, где проживало 79 мужчин и 88 женщин. В 1879 году в деревне Часовня было 27 домов и 158 жителей (76 мужчин и 82 женщины).
В конце XX века жители деревни занимались в основном ткачеством бумажных материй и пошивом картузов.
В 1920 году в деревне Часовня была открыта школа. По данным переписи 1926 года, в деревне проживал 201 человек (85 мужчин и 116 женщин). В деревне существовала сельхозартель имени 1 мая.
В деревне имеется часовня.
С 2004 до 2017 гг. деревня входила в Улитинское сельское поселение Павлово-Посадского муниципального района.

## Население
| 1926 | 2002 | 2006 | 2010 |
| ---- | ---- | ---- | ---- |
| 201  | ↘20  | ↘18  | ↘13  |

Согласно Всероссийской переписи, в 2002 году в деревне проживало 20 человек (8 мужчины и 12 женщин); преобладающая национальность — русские (97%). По данным на 2005 год в деревне проживало 18 человек.

## Транспорт
До райцентра из деревни Часовня ходит автобус № 24.